# ب ام و سری ۵ (E12)
بی‌ام‌و E12 نخستین نسل از خودروهای اجرایی سری ۵ بی‌ام‌و است که بین سال‌های ۱۹۷۲ تا ۱۹۸۱ تولید شد و جایگزین مدل‌های سدان در مجموعهٔ «کلاس نوین» بی‌ام‌و شد.
مدل‌های اولیهٔ E12 با موتورهای چهار سیلندر خطی عرضه می‌شدند که از کاربراتور یا سیستم سوخت‌رسانی انژکتوری استفاده می‌کردند. یک سال پس از آغاز تولید، نخستین مدل با موتور شش سیلندر خطی معرفی شد. تا سال‌های پایانی تولید E12، بیشتر مدل‌ها به موتور شش سیلندر خطی مجهز شده بودند.
مدل M5 برای سری E12 تولید نشد، اما مدل E12 M535i به‌عنوان پیش‌درآمدی برای M5 شناخته می‌شود. کوپه‌های سری ۶ با کد E24 نیز تا سال ۱۹۸۲ بر روی پلتفرم E12 ساخته می‌شدند.
E12 در سال ۱۹۸۱ توسط نسل بعدی، یعنی سری ۵ با کد E28 جایگزین شد، هرچند تجهیزات و ابزار تولید به آفریقای جنوبی منتقل گردید و مونتاژ مدل E12 (با کابین داخلی مدل E28) تا سال ۱۹۸۴ در آن‌جا ادامه یافت.

## توسعه

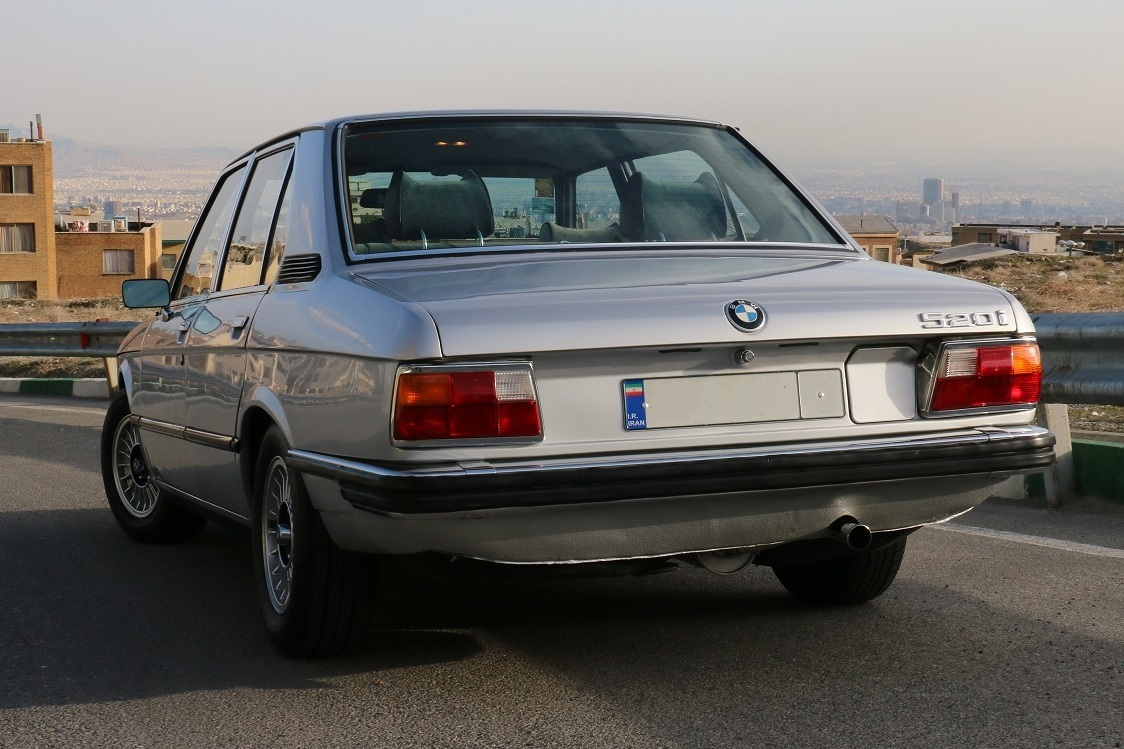
نمای عقب، تا سال ۱۹۷۶
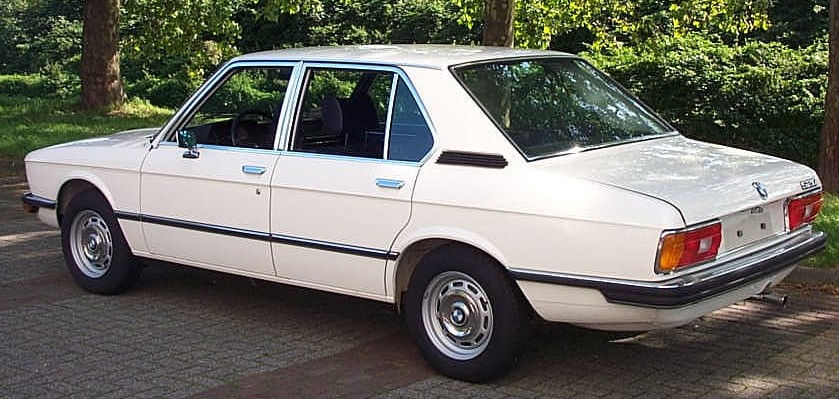
نمای عقب، پس از فیس لیفت
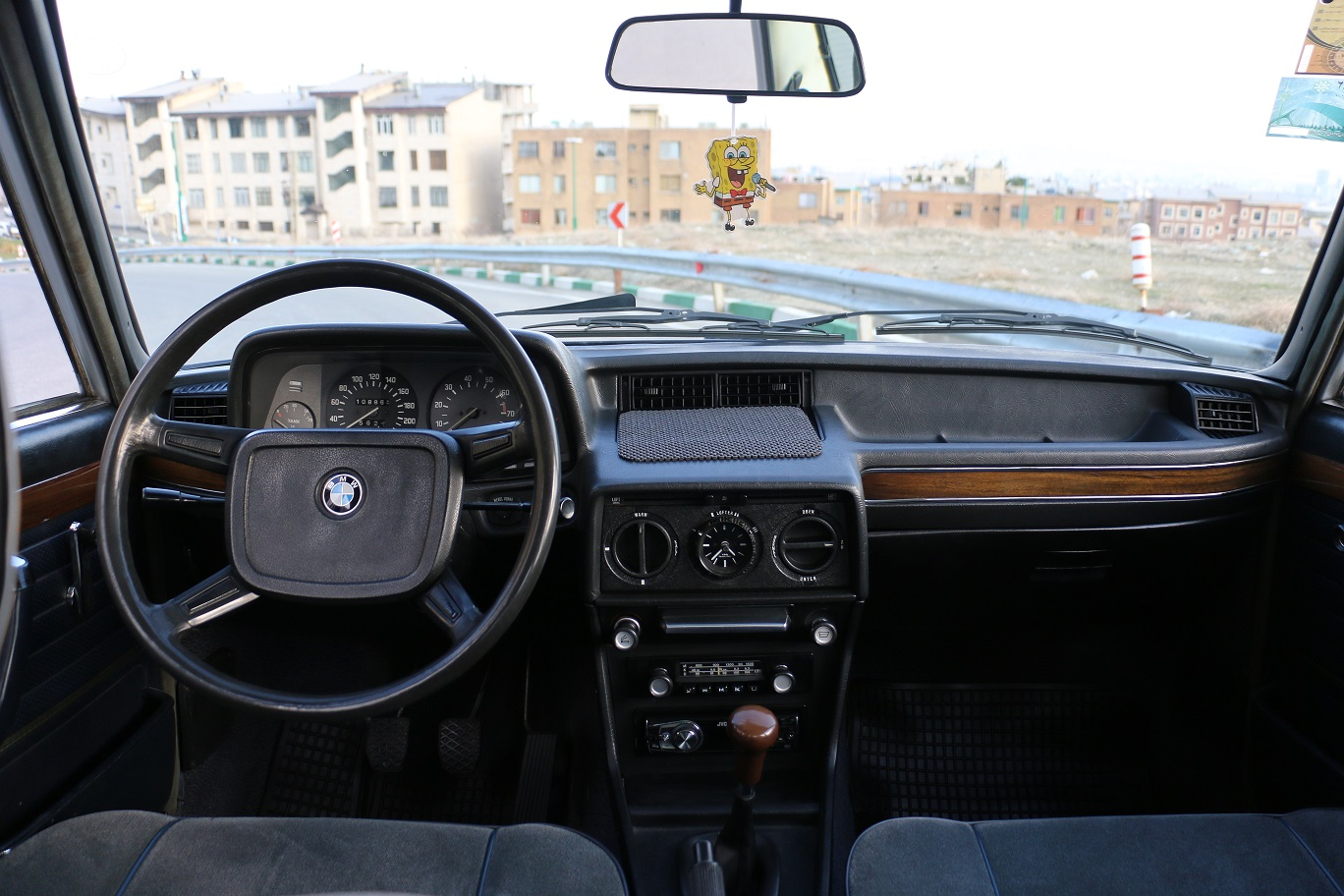
داخلی

بی‌ام‌و ۲۲۰۰ti گارمیش (ماکت)

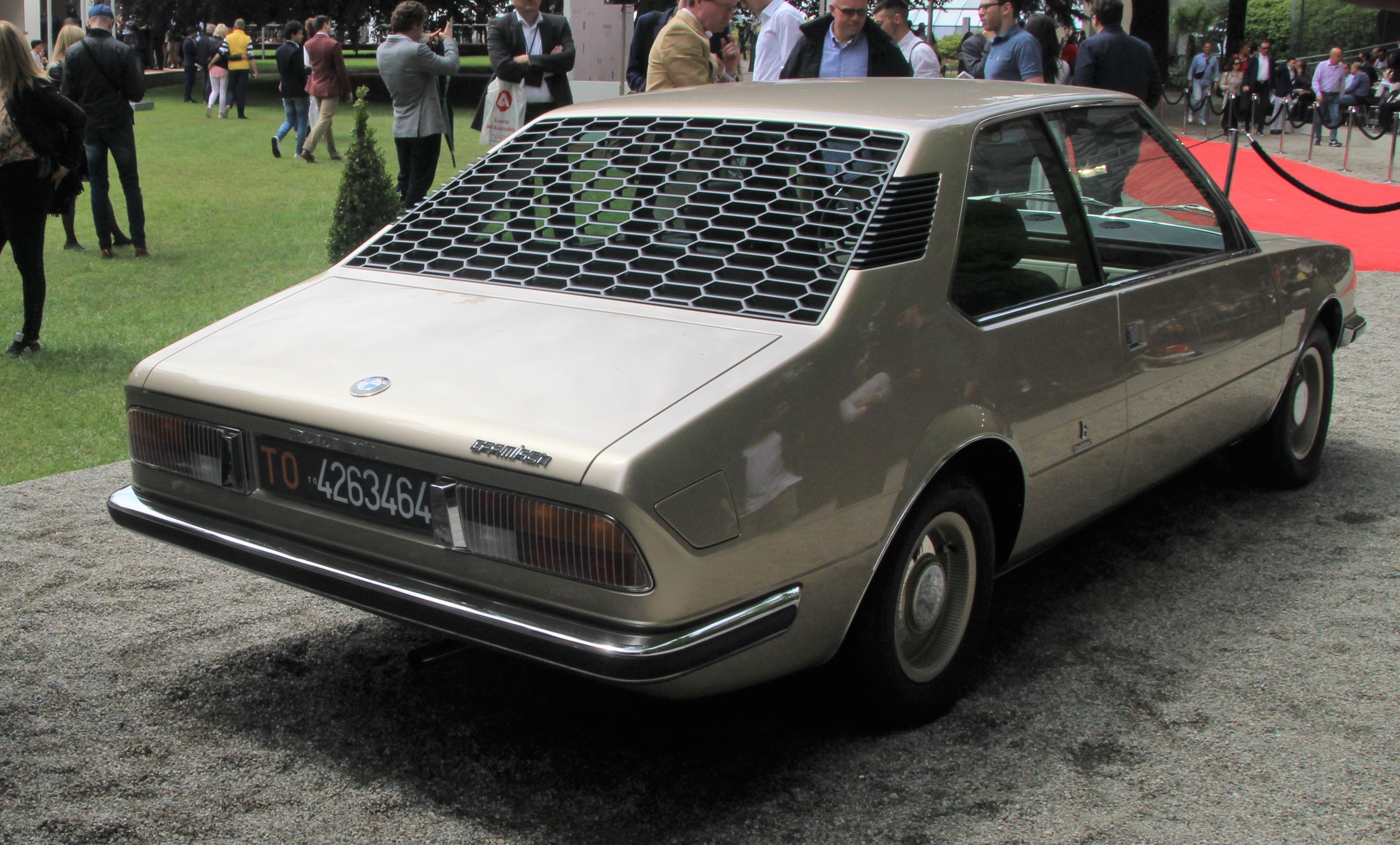
BMW 2200ti Garmisch عقب (ماکت)

در نمایشگاه خودروی ژنو سال ۱۹۷۰، بی‌ام‌و از خودروی مفهومی 2200ti Garmisch رونمایی کرد؛ یک سدان دو در که با همکاری شرکت طراحی برتونه توسعه یافته بود. این خودروی مفهومی به‌عنوان جایگزینی احتمالی برای سدان‌های «کلاس نوین» معرفی شد و در نهایت، مدل تولیدی E12 بسیاری از عناصر طراحی خود را از Garmisch الهام گرفت.
توسعهٔ سری E12 تا پایان دههٔ ۱۹۶۰ آغاز شده بود، زمانی که آزمایش‌های تونل باد بر روی طرح‌های اولیه انجام شد.
ابرهارد فون کوئنهایم، رئیس هیئت‌مدیرهٔ نظارت بر بی‌ام‌و در آن زمان، در سال ۱۹۷۰ طراح فرانسوی پل براک را به‌عنوان مدیر طراحی پروژهٔ E12 استخدام کرد. طراحی خارجی خودرو نیز با همکاری مارچلو گاندینی از شرکت برتونه انجام شد.
در سال ۱۹۷۱، یک نمونهٔ اولیه از E12 که برای استفادهٔ جاده‌ای مجاز بود و شباهت زیادی به فیات ۱۳۲ داشت، ساخته شد.
همچنین در همین سال، پل براک طراحی نهایی مدل E12 را به پایان رساند؛ هرچند در مقایسه با نسخهٔ تولید انبوه بعدی، طرح براک ظاهری کشیده‌تر و پویاتر داشت.
برای نخستین‌بار، بی‌ام‌و در فرآیند توسعهٔ این خودرو از رایانه برای محاسبهٔ نواحی جمع‌شونده (ضربه‌گیر) جلو و عقب استفاده کرد؛ سقف نیز با ساختاری برای محافظت در برابر واژگونی طراحی شد.
بدنهٔ E12 دارای ضریب درگ (مقاومت آیرودینامیکی) ۰٫۴۴ بود.
بی‌ام‌و پیش‌تر اهرم چراغ راهنما (دسته‌راهنما) را در سمت راست فرمان قرار می‌داد، اما E12 نخستین مدل این شرکت بود که در آن، دسته‌راهنما به سمت چپ منتقل شد.
قبل از معرفی E12، شایعاتی وجود داشت که این خودرو با دو نوع موتور عرضه خواهد شد: یک موتور چهار سیلندر ۲.۲ لیتری و یک موتور کوچک شش سیلندر.
اما در واقع، بی‌ام‌و موتورهای چهار سیلندر ۲ لیتری M10 را از مدل‌های سدان کلاس نوین به این خودرو منتقل کرد، البته با اصلاح سر سیلندرها به منظور بهبود احتراق.
با معرفی سری E12 در سال ۱۹۷۲، بی‌ام‌و دو مدل را عرضه کرد: مدل ۵۲۰ با کاربراتور استرومبرگ فشار ثابت و مدل ۵۲۰i با سیستم انژکتور منیفولد که مجهز به پمپ انژکتور Kugelfischer PL 04 بود.
مدل کوچک شش سیلندر با نام «۵۲۳» توسعه یافته بود، اما هرگز وارد تولید انبوه نشد.
در نهایت، مدل شش سیلندر کوچک «۵۲۰» در سال ۱۹۷۷ به تولید رسید، اما به جای نسخه ۲.۳ لیتری، با حجم ۲ لیتر عرضه شد.
در نسخه‌های اولیه، خودروهای چهار سیلندر کاپوتی با قسمت مرکزی فرو رفته داشتند، در حالی که در خودروهای شش سیلندر این بخش برجسته بود. لبه جلویی کاپوت صاف بود.
پس از تغییرات ظاهری در اوت ۱۹۷۶، همه مدل‌ها کاپوتی یکسان دریافت کردند که دارای یک بخش مرکزی باریک و برجسته بود که تا جلو ادامه داشته و دور جلوپنجره‌های معروف به «کلیه‌ها» را می‌پوشاند.
خودروهای مجهز به موتور M30 را می‌توان با داشتن جلوپنجره‌ای با قاب کرومی تشخیص داد.

برای رعایت استانداردهای خاص و سختگیرانهٔ آلایندگی سوئد، نسخه‌ای با سیستم انژکتوری از مدل ۵۲۸ توسعه یافت و در ژوئن ۱۹۷۷ وارد خط تولید شد. این مدل که با نام ۵۲۸i شناخته می‌شود، آن‌قدر موفق بود که در اکثر بازارها جایگزین مدل ۵۲۸ شد.

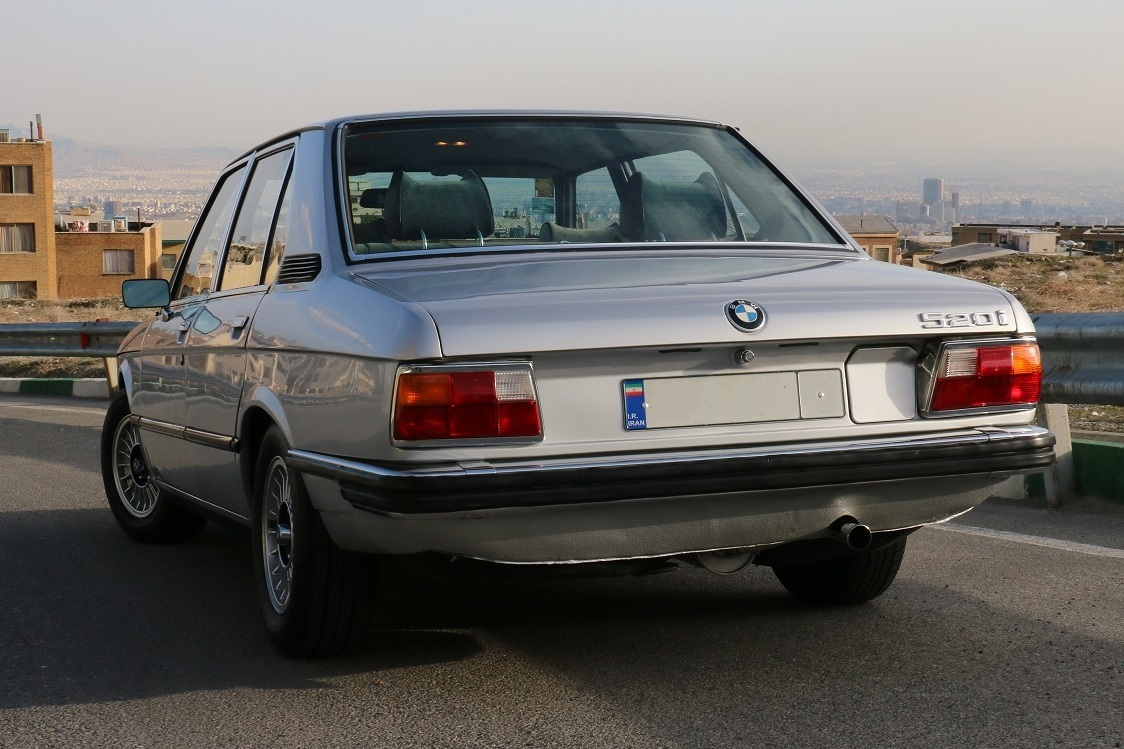
نمای عقب، تا سال ۱۹۷۶
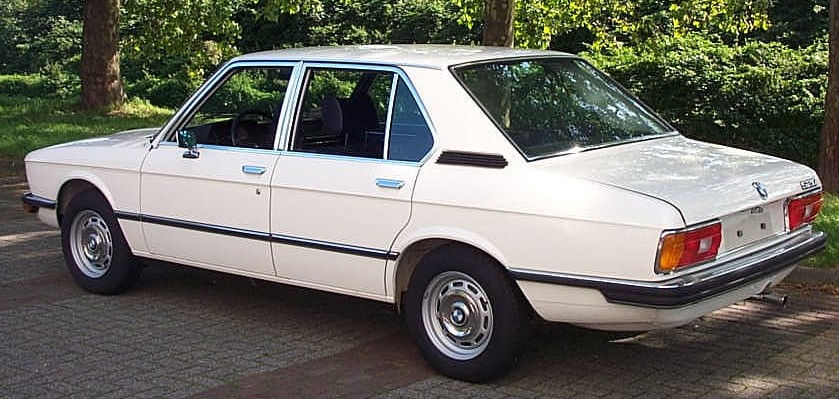
نمای عقب، پس از فیس لیفت
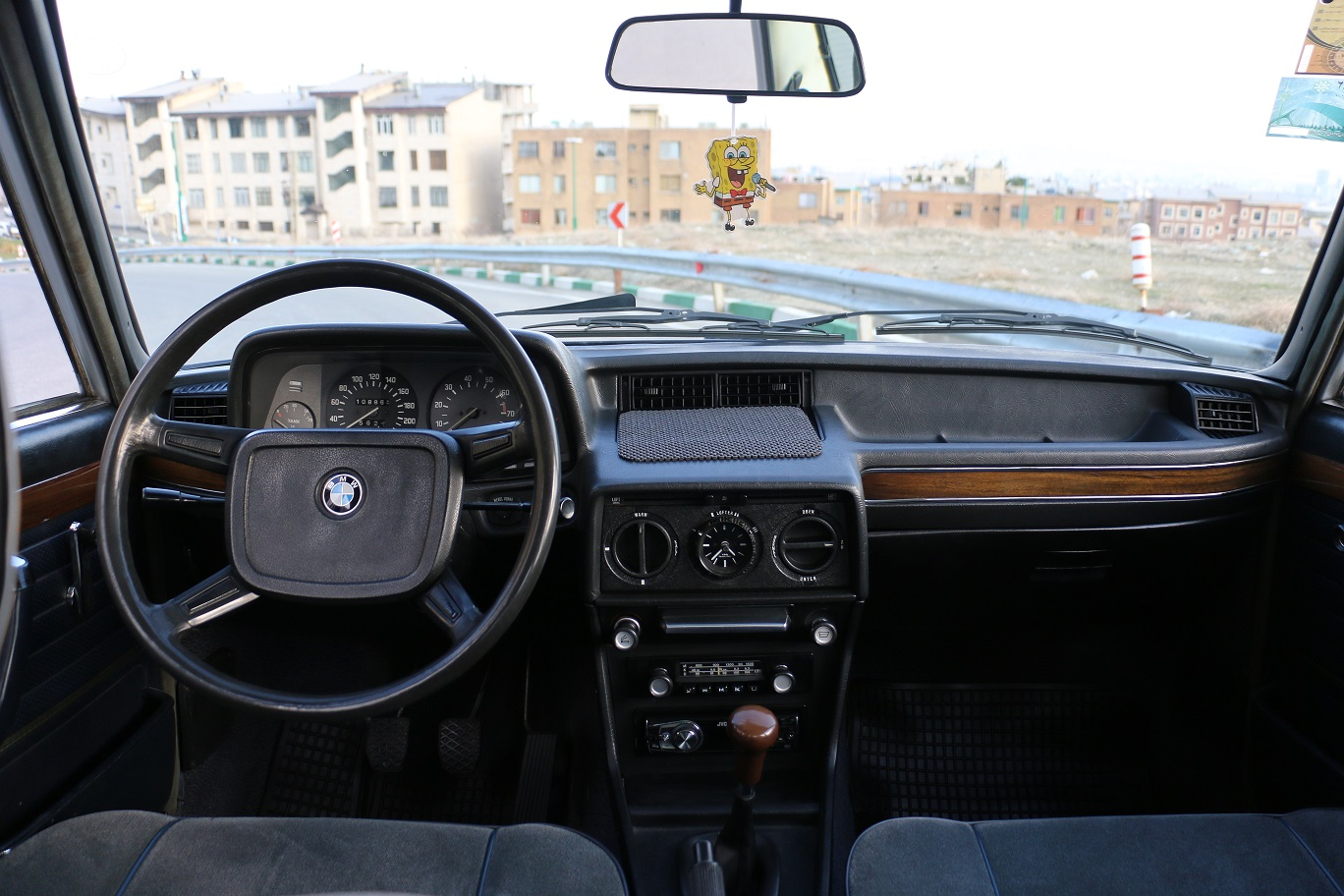
داخلی

## موتورها

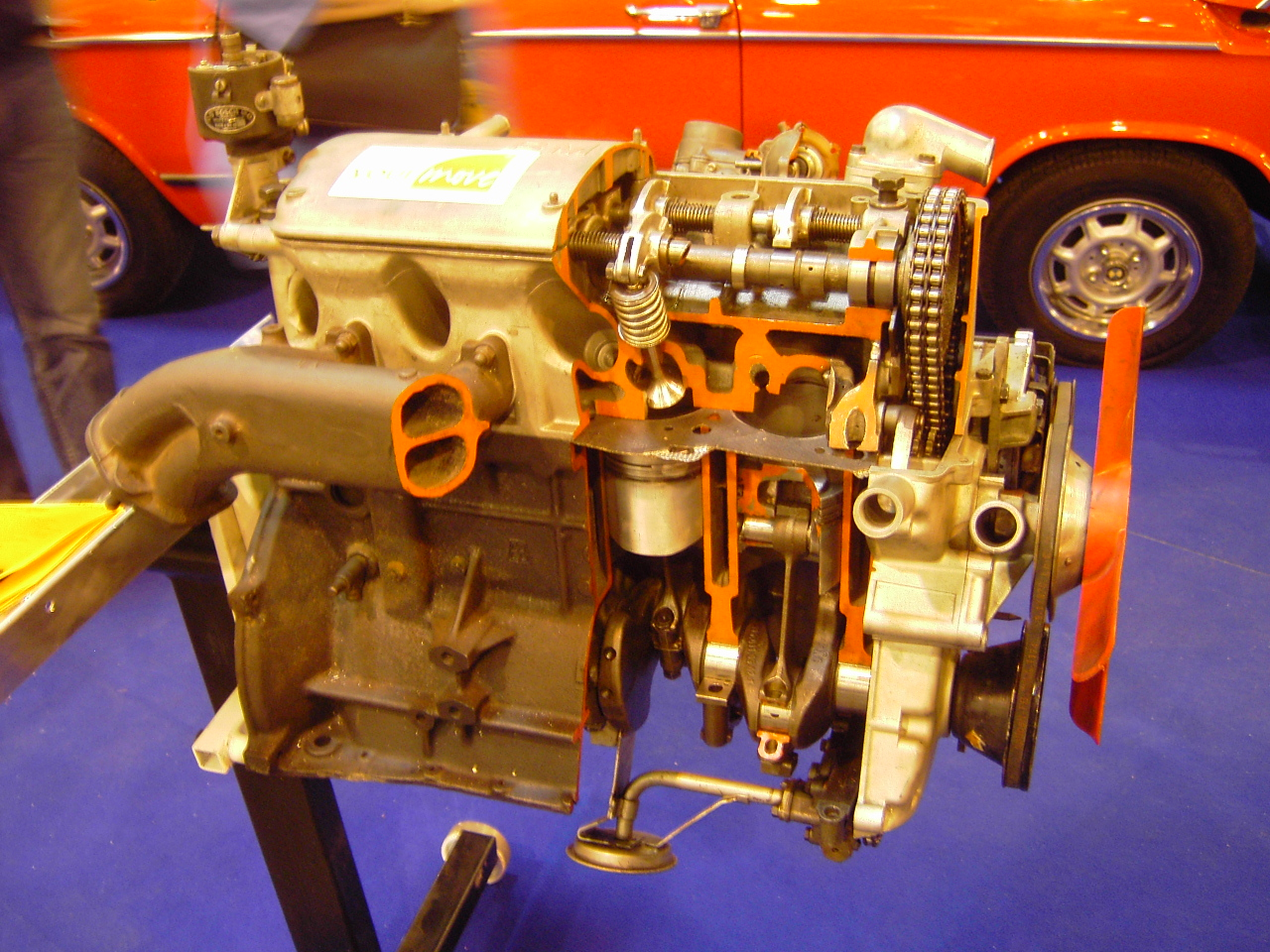
موتور چهار سیلندر خطی M10

مدل‌های ۵۱۸، ۵۲۰ و ۵۲۰i با موتورهای چهار سیلندر خطی M10 با حجم‌های ۱.۸ و ۲.۰ لیتر تجهیز شده بودند، مشابه مدل‌های سدان کلاس نوین قبلی.
مدل‌های ۵۲۵، ۵۲۸، ۵۳۰، ۵۳۰i و ۵۳۳i مجهز به موتورهای شش سیلندر خطی M30 بودند که در سدان‌های بزرگ سری نیو سیکس و کوپه‌های E9 استفاده می‌شدند.
مدل ۵۲۰ (و همچنین مدل ۵۲۳ که توسعه یافته اما هرگز به تولید انبوه نرسید) از موتور شش سیلندر خطی M20 استفاده می‌کرد.
مدل ۵۱۸ سوخت خود را از طریق کاربراتور Solex 32/32 DIDTA تأمین می‌کرد. در حالی که مدل اولیه ۵۲۰ (مجهز به موتور چهار سیلندر خطی M10) از دو کاربراتور Stromberg 175CDET استفاده می‌کرد.
مدل‌های شش سیلندر ۵۲۵ و ۵۲۸ تا پیش از تغییرات ظاهری سال ۱۹۷۶ مجهز به دو کاربراتور Zenith INAT دو دهانه بودند.
مدل شش سیلندر ۵۲۰ نیز از کاربراتور Solex 4A1 بهره می‌برد.
مدل‌های مجهز به سیستم انژکتوری، حرف «i» را در انتهای نام مدل خود دارند.
مدل ۵۲۰i تا سال ۱۹۷۵ از سیستم انژکتور مکانیکی کوگلفیشِر (Kugelfischer) استفاده می‌کرد که پیش‌تر در مدل‌های ۲۰۰۰tii و ۲۰۰۲tii به‌کار رفته بود.
از سال ۱۹۷۵ به بعد، این مدل به سیستم انژکتوری با دریچه مکانیکی بوش K-Jetronic پیوسته مجهز شد.
مدل‌های ۵۱۸i (که فقط در سوئد و ژاپن عرضه می‌شد)، ۵۲۸i و ۵۳۰i (که فقط در آمریکا و ژاپن عرضه می‌شدند) از سیستم انژکتوری با دریچه بوش L-Jetronic بهره می‌برند.

## سیستم تعلیق
بی‌ام‌و E12 دارای بدنه‌ای خودپشتیبان (بدون چارچوب جداگانه)، موتور جلو با حالت نصب طولی و سیستم محرک عقب است. هر چهار چرخ به‌صورت مستقل تعلیق شده‌اند.
چرخ‌های جلو دارای سیستم تعلیق مک‌فرسون (MacPherson) با فنرهای مارپیچ، کمک‌فنرهای هیدرولیکی و بازوهای کنترل عرضی هستند. محور عقب از بازوهای نیمه‌کشویی (semi-trailing arms) با فنرهای مارپیچ و کمک‌فنرهای هیدرولیکی بهره می‌برد.
مدل‌هایی که قدرتی برابر یا بیشتر از ۱۲۵ اسب بخار (۹۲ کیلووات) دارند، به میله ضدلغزش (سِوی بار) اضافی در محور عقب مجهز شده‌اند.
تمام مدل‌ها به جز M535i، دارای رینگ‌های آلیاژی فولادی ۱۴ اینچی با عرض چرخ ۵.۵ یا ۶ اینچ هستند که در نتیجه اندازه تایرها یا ۱۷۵ میلی‌متر یا ۱۹۵ میلی‌متر است.
همه مدل‌ها از سیستم فرمان کرم و غلتک (worm and sector steering) بهره می‌برند که از مدل ۵۲۸ به بعد با فرمان هیدرولیک تقویت‌شده است.
سیستم ترمز از نوع دو مدار است و چرخ‌های جلو به ترمز دیسکی مجهز هستند؛ در چرخ‌های عقب، مدل‌های ۵۱۸، ۵۲۰ و ۵۲۰i از ترمز کاسه‌ای استفاده می‌کردند، اما تمامی مدل‌ها از ۵۲۵ به بعد دارای ترمز دیسکی در عقب هستند.

## سیستم انتقال قدرت
گزینه‌های گیربکس دستی ۴ سرعته شامل موارد زیر بود:
- گیربکس چهار سرعته گِتِرَگ ۲۴۲ (برای مدل‌های موتور M10/M20/M30)
- گِتِرَگ ۲۶۲ چهار سرعته (موتور M30)
- ZF S4-18/3 4 سرعته (موتور M30)

گزینه‌های گیربکس دستی ۵ سرعته شامل موارد زیر بود:
- Getrag 235 5 سرعته (موتور M10)
- Getrag 245 5 سرعته (موتورهای M10/M20)
- گیربکس ۵ سرعته گِتِرَگ ۲۶۵ (موتور M30)

گزینه‌های گیربکس اتوماتیک - که همگی سه سرعته بودند - شامل موارد زیر بودند:
- زد اف ۳ اچ پی ۱۲ (موتور ام۱۰)
- زد اف ۳ اچ پی ۲۰ (موتور ام ۳۰)
- ZF 3HP22 (موتورهای M20/M30)
- بورگ‌وارنر BW65 (موتور M30)

## مدل‌های ویژه
در بازارهای بلژیک و یونان، نسخه‌ای ویژه از بی‌ام‌و ۵۱۸ با نام 518 Deluxe عرضه شد. حدود هزار دستگاه از این خودروها در سال‌های ۱۹۷۹ تا ۱۹۸۰ فروخته شدند.
این مدل، نسخه‌ای از بی‌ام‌و ۵۱۸ بود که با تجهیزات مدل برتر ۵۲۸i مجهز شده و اقلام لوکسی اضافی مانند پشت‌سری‌های صندلی عقب نیز داشت.
شایعه شده بود که این نسخهٔ ویژه برای دولت ایران و به‌عنوان خودروی مسئولان عالی‌رتبه تحت حکومت شاه تولید شده است. اما به دلیل وقوع انقلاب ایران، این خودروها هرگز تحویل داده نشدند. در عوض، این خودروها به‌عنوان نسخه‌ای خاص در بلژیک و یونان به فروش رسیدند.
بازار پرتغال نیز تقریبا ۷۰۰ دستگاه خودرو به‌صورت کیت مونتاژ (CKD) دریافت کرد، چرا که قوانین محلی این کشور الزام می‌کرد تعداد مشخصی از خودروهای فروخته‌شده در پرتغال به‌صورت محلی مونتاژ شوند.
به دلیل مقررات محلی سختگیرانهٔ آلایندگی، کل مجموعه بی‌ام‌و سری ۵ برای بازار سوئد عرضه نشد. در اوایل تولید سری E12، مدل‌های بی‌ام‌و ۵۱۸، ۵۲۰، ۵۲۰i و ۵۲۵ عرضه شدند، اما مدل ۵۲۸ در این بازار حضور نداشت. در سری دوم، تنوع مدل‌ها به سه مدل محدود شد: ۵۱۸i، ۵۲۰i و ۵۲۸i.
مدل ۵۲۸i به دلیل تصویب قوانین آلایندگی مشابه در سوئیس عرضه شد، که توسعه چنین مدلی را به‌صرفه کرد.
ویژگی خاص بازار سوئد، وجود دو مدل ۵۱۸i و ۵۲۰i بود که هر دو به یک موتور ۲ لیتری مشابه مجهز بودند، اما مدل ۵۱۸i تجهیزات کمتری داشت.
مدل ۵۲۰i در این بازار دارای رینگ‌های کرومی، درپوش سوخت قفل‌شونده، پشت‌سری‌های صندلی عقب، دسته‌دستگاه وسط صندلی عقب، تنظیم ارتفاع فرمان، تنظیم ارتفاع صندلی راننده، دسته‌دنده چوبی و بخاری عقب بود.

### نسخه‌های موتوراسپرت
از سال ۱۹۷۴، بخش M بی‌ام‌و (که در آن زمان «BMW Motorsport» نامیده می‌شد) نسخه‌های ویژه‌ای به نام‌های Motorsport 530، Motorsport 530i و Motorsport 533i را به‌عنوان ارتقاd سفارشی برای مدل‌های ۵۲۵، ۵۲۸ و ۵۲۸i ارائه داد.
Motorsport 530 مجهز به موتور کاربراتوری با قدرت ۱۸۰ اسب بخار (۱۳۲ کیلووات؛ ۱۷۸ اسب بخار) از مدل بی‌ام‌و 3.0S بود.
Motorsport 530i از موتور انژکتوری با قدرت ۲۰۰ اسب بخار (۱۴۷ کیلووات؛ ۱۹۷ اسب بخار) مدل 3.0Si بهره می‌برد.
Motorsport 533i نیز از موتور انژکتوری ۳.۲ لیتری مدل E24 633CSi استفاده می‌کرد.
سایر تغییرات شامل نسبت دیفرانسیل کوتاه‌تر (۳.۴۵:۱ برای ۵۳۰ و ۳.۲۵:۱ برای ۵۳۰i)، دیفرانسیل با لغزش محدود (LSD) با درصد قفل‌شدگی ۲۵٪، ترمزهای دیسکی خنک‌شونده، کمک‌فنرهای بیلشتاین، صندلی‌های اسپرت Scheel یا Recaro، فرمان اسپرت، رینگ‌های آلیاژی با تایرهای کم‌پروفیل و اسپویلرهای جلو و عقب اختیاری بودند.
بعدها، بسته مشابه Motorsport 535i برای مدل‌های ۵۲۵i و ۵۲۸i نیز عرضه شد که شامل موتور ۳.۵ لیتری از مدل E24 635CSi بود.

### ام۵۳۵آی

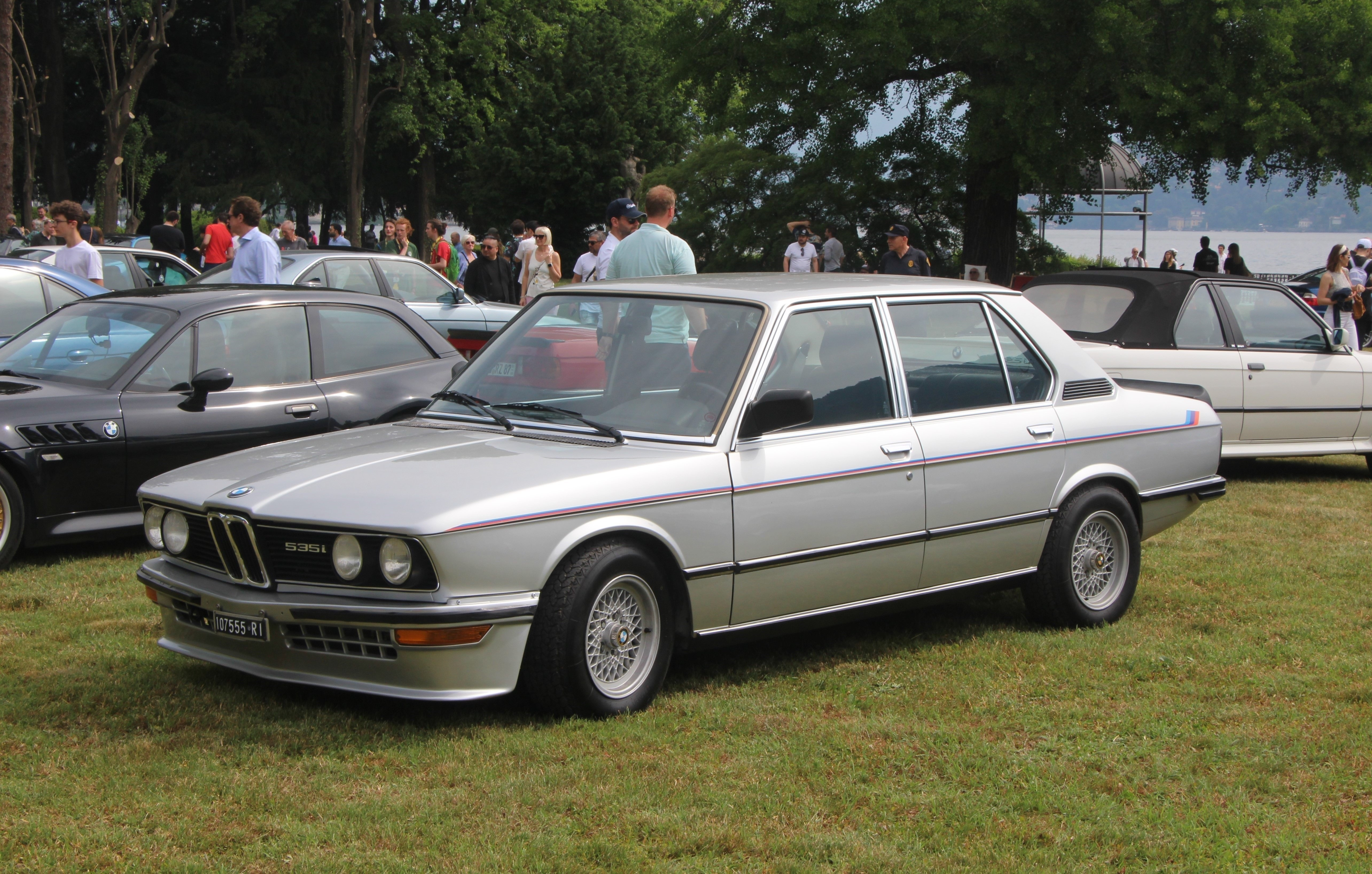
مدل M535i در Concorso d'Eleganza Villa d'Este, Villa Erba 2022

اولین خودروی سری ۵ با نشان M، مدل M535i بود که تولید آن از سال ۱۹۸۰ آغاز شد.
M535i مجهز به موتور شش سیلندر خطی M90 با حجم ۳.۵ لیتر (۲۱۴ اینچ مکعب) است که ۱۶۰ کیلووات (۲۱۵ اسب بخار) قدرت تولید می‌کند.
تنها گزینه گیربکس، جعبه‌دندهٔ ۵ سرعته دستی بود و مجموعاً ۱,۶۵۰ دستگاه از این مدل تولید شد (که شامل ۲۴۰ دستگاه کیت مونتاژ شده برای آفریقای جنوبی نیز می‌شود).
ویژگی‌های این مدل شامل اسپویلرهای جلو و عقب اختیاری، نوارهای M اختیاری، سیستم تعلیق اسپرت، صندلی‌های اسپرت Recaro، فرمان مشابه بی‌ام‌و M1، گیربکس با ضریب کم (dogleg close-ratio)، دیفرانسیل لغزش محدود و ترمزهای بزرگ‌تر بود.
مدل M535i به‌عنوان پیش‌درآمد و نسل قبلی مدل بی ام و M5 شناخته می‌شود، که تولید آن از نسل E28 آغاز شده است.

### آلپینا B7

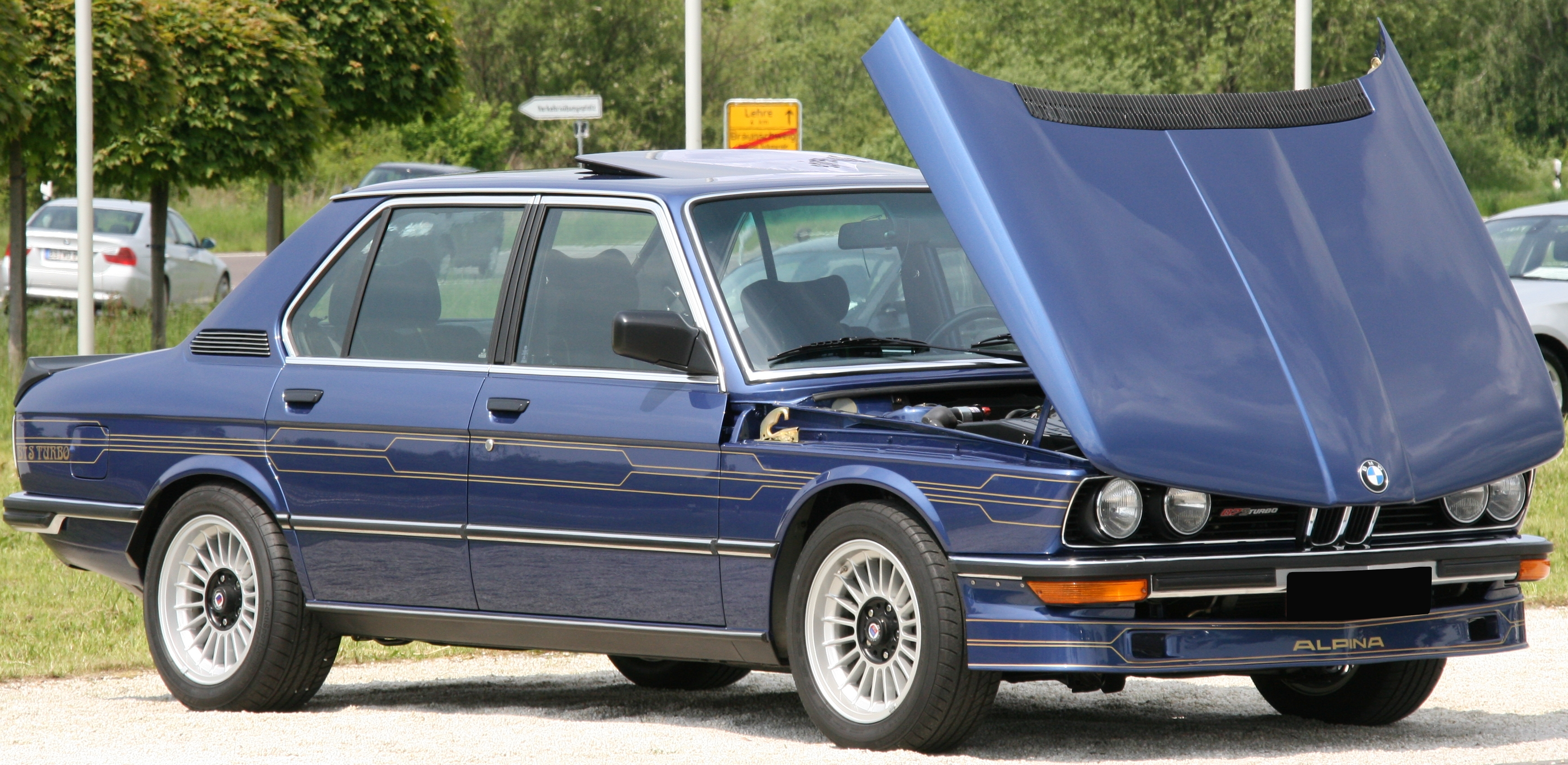
آلپینا B7 S توربو

آلپینا B7 توربو و B7 S توربو بر اساس E12 ساخته شده بودند.

### ۵۳۰ MLE
در آفریقای جنوبی، مدل 530 MLE به‌عنوان نسخه‌ای ویژه برای هومولوگیشن (تأیید رسمی مسابقه‌ای) تولید شد که تعداد کل آن ۲۱۸ دستگاه بود.
این خودرو مجهز به موتور M30 با حجم ۳.۰ لیتر (۱۸۳ اینچ مکعب) است که ۱۳۲ کیلووات (۱۷۷ اسب بخار) نیرو تولید می‌کند.
برای کاهش وزن قابل توجه، از پانل‌های بدنه ساخته شده از آلومینیوم یا فولاد نازک‌تر استفاده شده بود.

## تغییرات مدل‌ها بر اساس سال
۱۹۷۴
- مدل‌های ۵۱۸ و ۵۲۸ معرفی شدند که به‌ترتیب ۶۶ کیلووات (۹۰ اسب بخار) و ۱۲۱ کیلووات (۱۶۵ اسب بخار) قدرت تولید می‌کردند. ارتقاهای Motorsport به‌صورت سفارش ویژه برای مدل‌های ۵۳۰، ۵۳۰i و ۵۳۳i نیز در دسترس بودند.

۱۹۷۵
- در مدل ۵۲۰i، سیستم انژکتوری کوگلفیشِر (Kugelfischer) با سیستم بوش K-Jetronic جایگزین شد.

فیس‌لیفت ۱۹۷۶
با معرفی سری ۷ با کد E23، سری E12 در سپتامبر ۱۹۷۶ دچار تغییرات ظاهری شد. طراحی این فیس‌لیفت توسط کلاوس لوته (Claus Luthe) انجام شد.
در این تغییرات، درب باک بنزین که قبلاً در قسمت عقب خودرو قرار داشت به کنارهٔ خودرو منتقل شد و چراغ‌های عقب پهن‌تر شدند.
کاپوت بازطراحی شد تا یک برجستگی قدرت‌مند (power bulge) ایجاد کند که جلوپنجره‌های معروف بی‌ام‌و به نام «کلیه‌ها» را برجسته‌تر نشان می‌داد.
همچنین دریچه‌های تهویه داشبورد جابه‌جا شدند تا توزیع بهتر هوا در کابین فراهم شود.
به‌عنوان بخشی از فیس‌لیفت، مدل ۵۲۰ از موتور چهار سیلندر خطی M10 به موتور شش سیلندر خطی M20 بی‌ام‌و تغییر کرد، به طوری که مدل ۵۲۰ پس از فیس‌لیفت معمولاً با نام ۵۲۰/۶ شناخته می‌شود.
با این حال، موتور M10 به دلیل قوانین محلی محتوی قطعات در آفریقای جنوبی همچنان استفاده می‌شد. حتی پس از شروع تولید موتور M20 در سال ۱۹۷۹، موتور ۲ لیتری M10 همچنان در آفریقای جنوبی با نشان «۵۱۸» عرضه می‌شد.
در سایر بازارها، تنها مدل چهار سیلندر M10 پس از فیس‌لیفت، مدل ۱.۸ لیتری ۵۱۸ بود که به‌عنوان مدل پایه تا پایان تولید ادامه یافت.

در مدل‌های ۵۲۵ و ۵۲۸، کاربراتورهای دوگانه Zenith با یک کاربراتور چهاردهانه Solex 4A1 DVG جایگزین شدند، که این تغییر باعث افزایش قدرت مدل ۵۲۸ به ۱۲۵ کیلووات (۱۶۸ اسب بخار) گردید.
- نمای جلو قبل از فیس لیفت

 تا سال ۱۹۷۶ (چهار سیلندر)

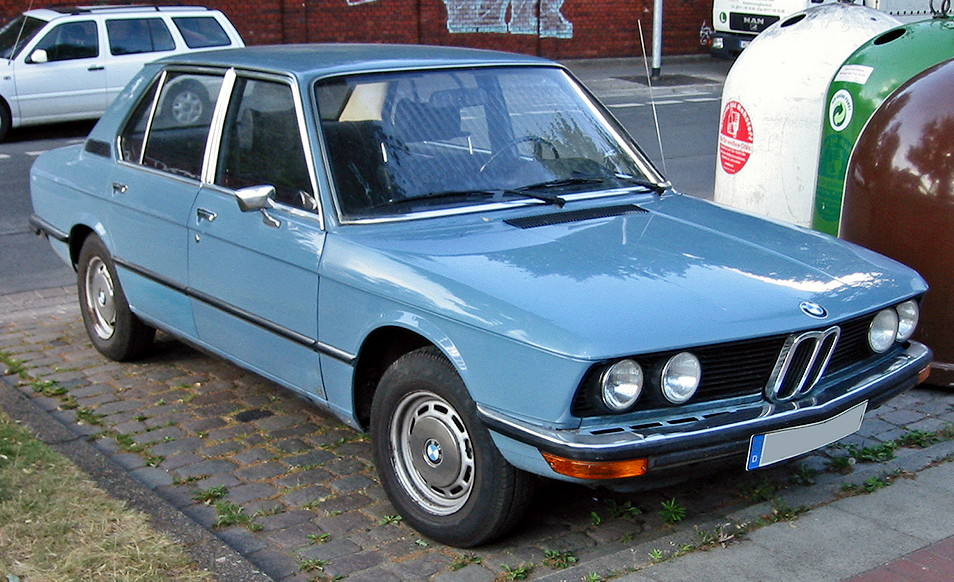
جلو (شش سیلندر) قبل از فیس لیفت
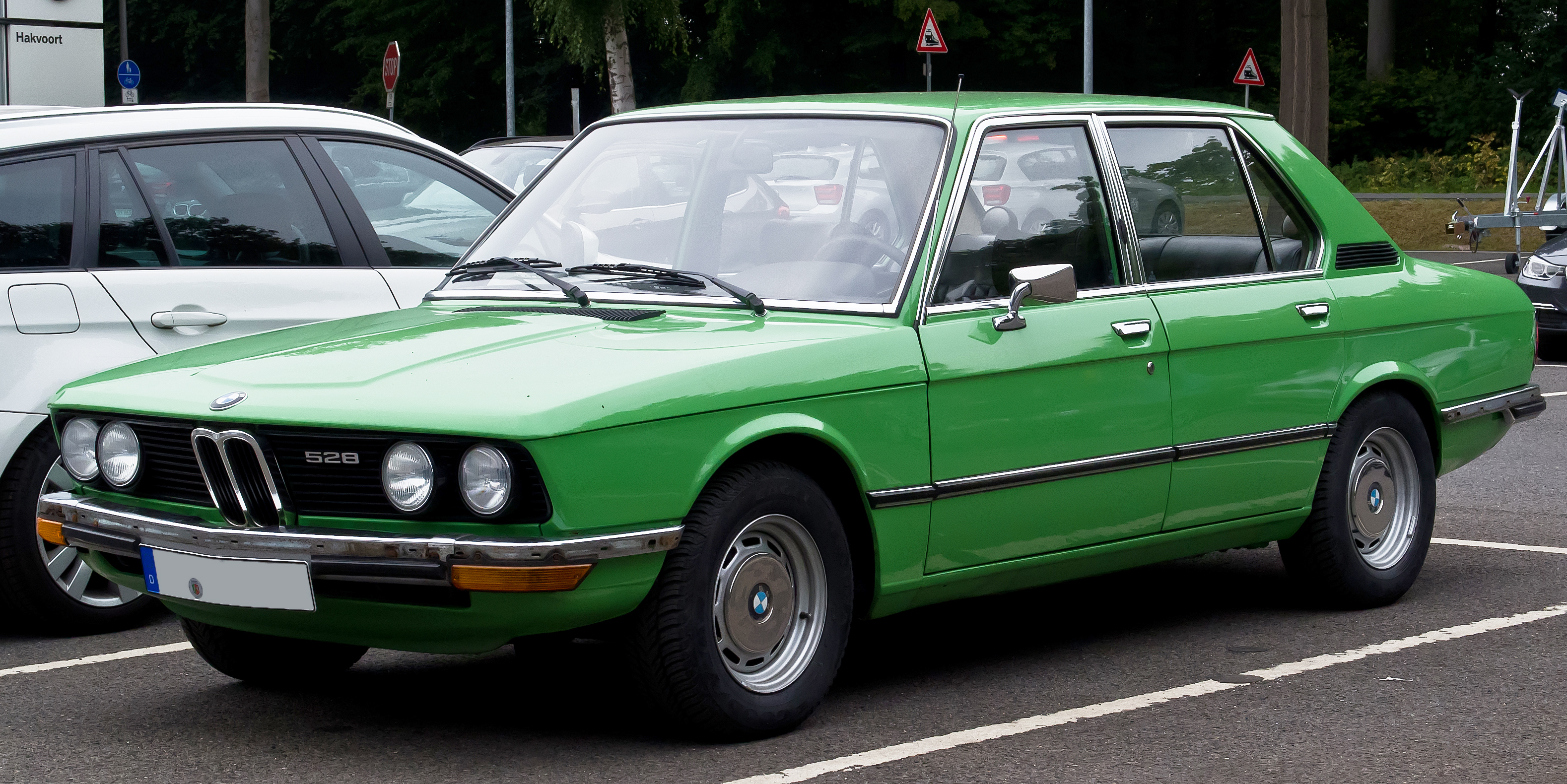
عقب قبل از فیس لیفت
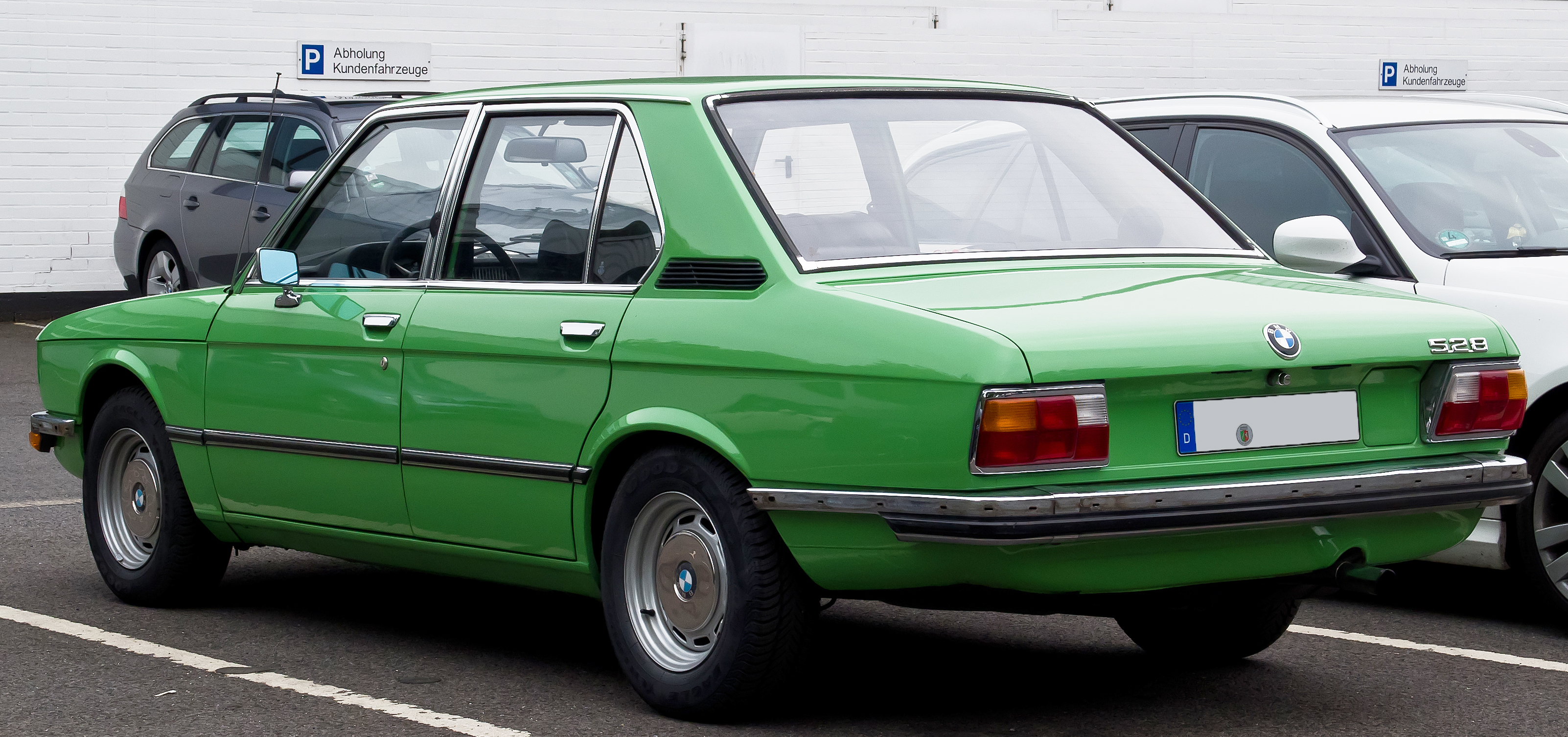
نمای جلو بعد از فیس لیفت
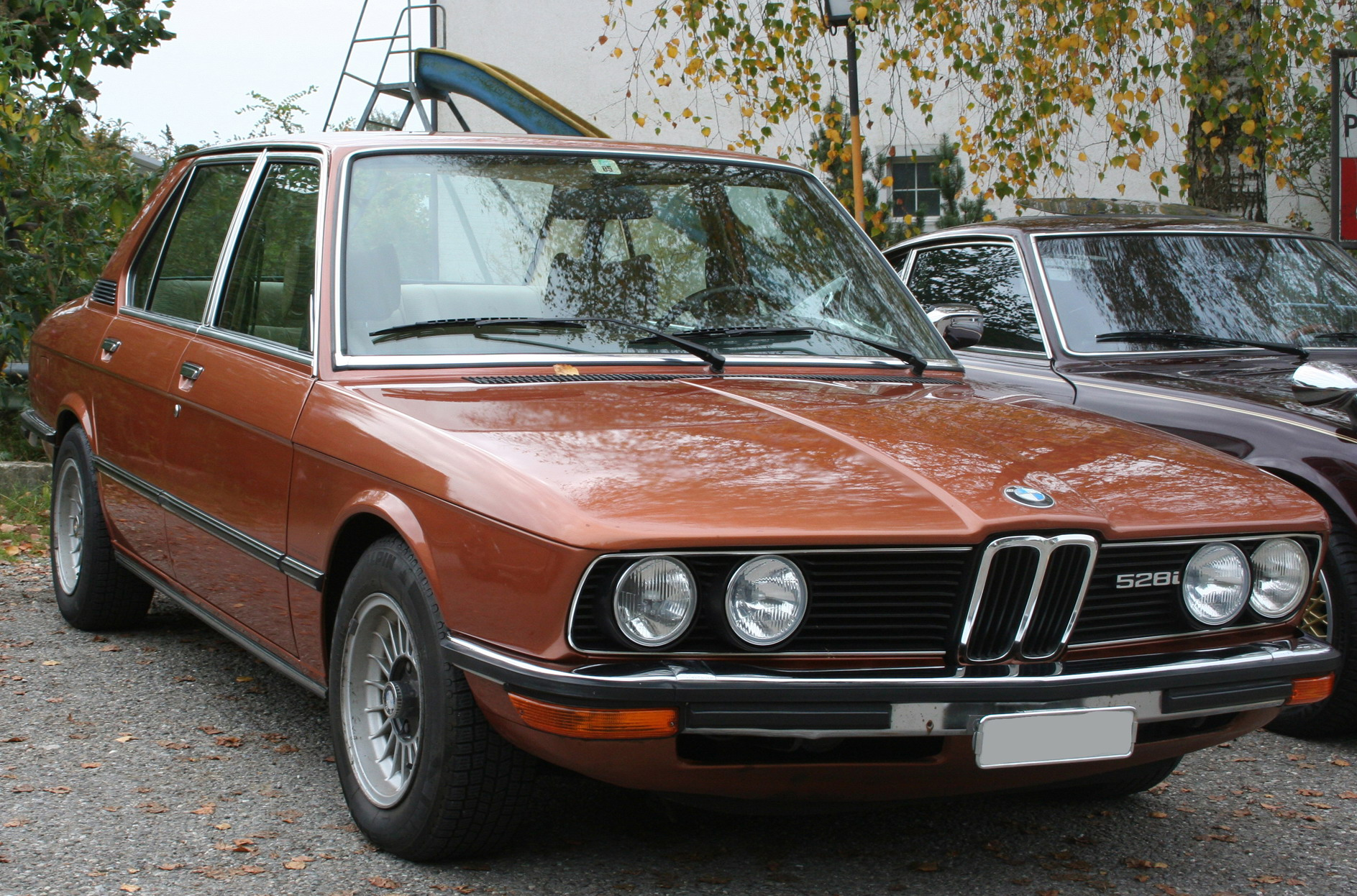
عقب بعد از فیس لیفت
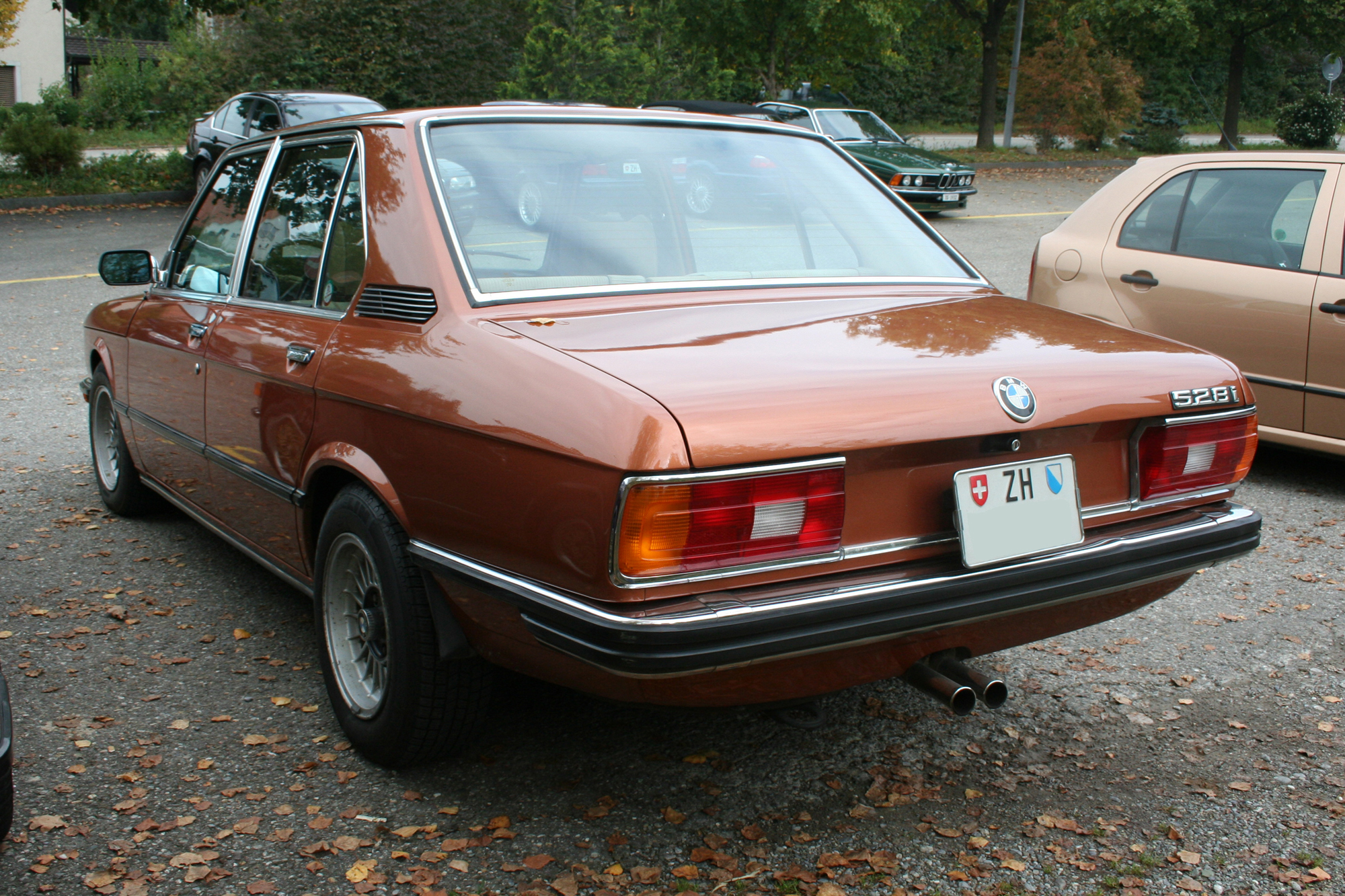
فضای داخلی پس از فیس لیفت ۱۹۷۶
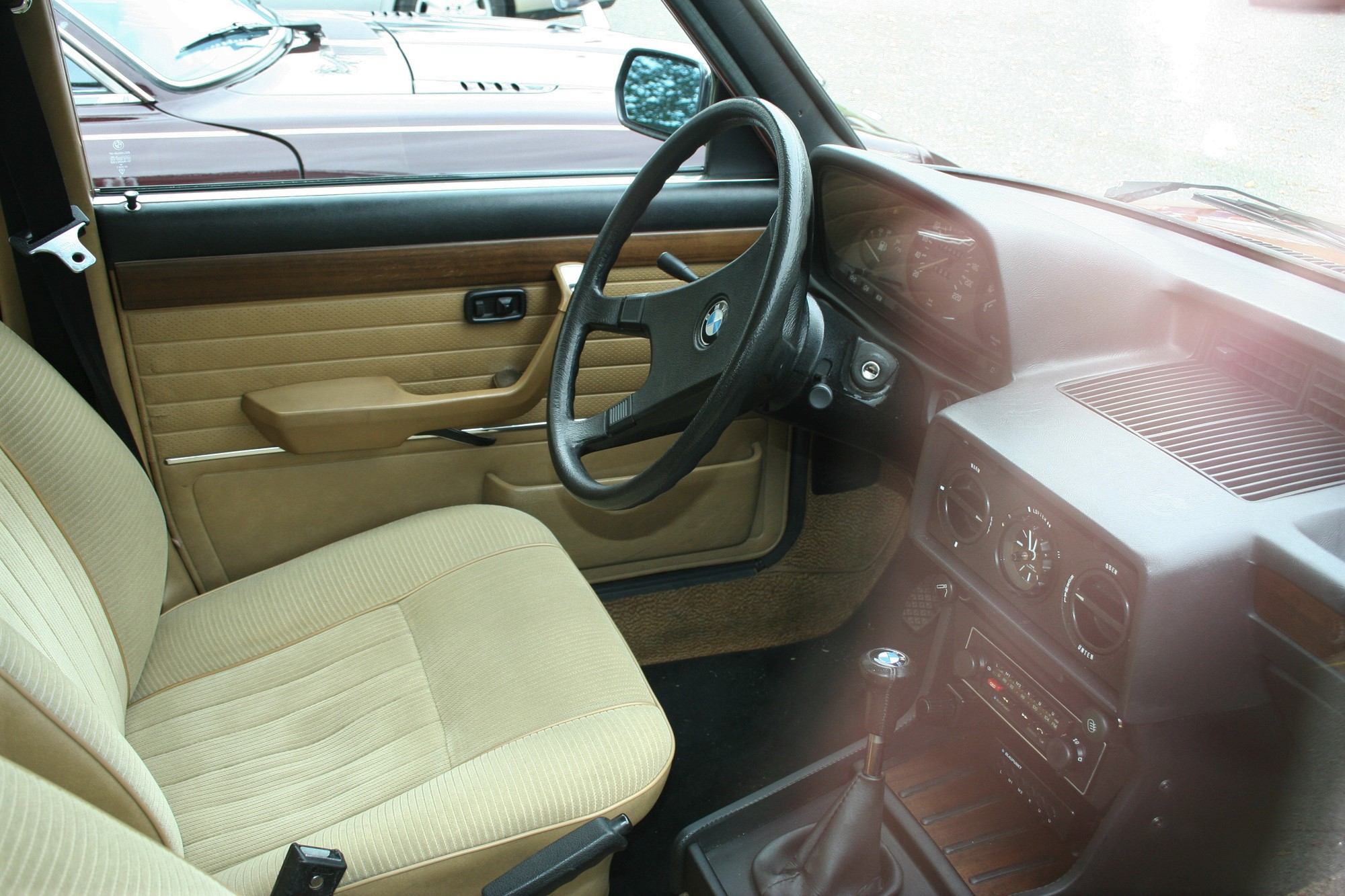
فضای داخلی پس از فیس لیفت ۱۹۷۶

۱۹۷۸
- مدل 528i، با استفاده از تزریق سوخت Bosch L-Jetronic، در ماه ژوئیه به عنوان جایگزینی برای مدل کاربراتوری 528 که در سپتامبر 1977 متوقف شد، تولید خود را آغاز می‌کند.

۱۹۷۹
- 535i Motorsport فقط به صورت سفارش ویژه ساخته می‌شد.

۱۹۸۰
- مدل M535i معرفی شد

## مدل‌های آمریکای شمالی
در ابتدا، تنها مدلی که در بازار ایالات متحده عرضه می‌شد، ۵۳۰i بود که به موتور شش سیلندر خطی با انژکتور سوخت مجهز بود. تغییرات مدل‌های E12 بازار آمریکا شامل پیستون‌هایی با نسبت تراکم پایین‌تر، سیستم بازیافت گازهای خروجی (EGR)، پمپ هوا و منیفولدهای اگزوز اصلاح‌شده به نام «Thermal Reactors» بود.
مدل‌های E12 آمریکای شمالی همچنین دارای سپرهای بزرگ‌تری بودند که برای مقاومت در برابر برخورد با سرعت ۸ کیلومتر بر ساعت بدون آسیب به بدنه طراحی شده بودند، که باعث افزایش طول کلی خودرو به میزان ۲۰۶ میلی‌متر شد.
برای مدل سال ۱۹۷۹، مدل ۵۲۸i جایگزین ۵۳۰i شد.
به منظور کاهش آلایندگی، سیستم‌های Thermal Reactor و پمپ هوا با مبدل کاتالیزوری سه‌گانه (3-way catalytic converter) جایگزین شدند و سیستم انژکتور سوخت بوش L-jetronic خودرو اکنون به حسگر اکسیژن گازهای خروجی مجهز گردید.
قدرت موتور به میزان ۵ کیلووات (۷ اسب بخار) کاهش یافت و به‌دلیل وجود مبدل کاتالیزوری، استفاده از بنزین بدون سرب (Unleaded) الزامی شد.

## مدل‌های آفریقای جنوبی
در آفریقای جنوبی، سری E12 در مارس ۱۹۷۴ معرفی شد و به‌صورت کامل به‌صورت کیت مونتاژ (CKD) وارد و در کارخانه بی‌ام‌و آفریقای جنوبی در راسلین مونتاژ شد. این خودروها دارای شماره شناسایی (VIN) جداگانه‌ای بودند که با کد ABM شروع می‌شد.
مدل فیس‌لیفت این سری کمی دیرتر از اروپا، در فوریه ۱۹۷۷ وارد بازار شد. به‌منظور کاهش هزینه‌ها و رعایت مقررات مربوط به استفاده از قطعات تولید آفریقای جنوبی، تنها تعداد محدودی موتور عرضه شد که بیشتر آن‌ها نسخه‌های کاربراتوری بودند.
با وجود تحریم‌های گسترده، خودروهای مونتاژ شده E12 نیز به برخی بازارهای صادراتی فرستاده شدند، به‌طوری که مدل ۵۲۰ به آرژانتین و مدل ۵۱۸ دلوکس به بلژیک، ایران و ایتالیا صادر شدند.
برای کاهش هزینه‌ها، بی‌ام‌و تصمیم گرفت پس از معرفی نسل E28 در سایر بازارها، تولید سری E12 را در آفریقای جنوبی ادامه دهد، به‌طوری که بدنه اکنون در این کشور پرس و ساخته می‌شد. این مدل که با نام E12/8 شناخته می‌شود، از داخل کابین جدید سری E28 و تمامی موتورهای انژکتوری بهره‌مند بود که برای صرفه‌جویی در مصرف سوخت تنظیم شده بودند.
در ظاهر، این مدل دارای نوار کرومی‌ای بود که دور تا دور جلوپنجرهٔ جلو کشیده شده بود. تولید این مدل تا سپتامبر ۱۹۸۵ ادامه یافت و پس از آن نسل جدید سرانجام وارد بازار آفریقای جنوبی شد.
در مجموع، ۲۳,۱۰۰ دستگاه از مدل‌های E12/8 تولید شدند؛ مدل‌های عرضه شده شامل ۵۱۸i، ۵۲۰i، ۵۲۸i و M535i بودند.

## نقد و انتقاد
در حالی که مجله Modern Motor شتاب و کیفیت ساخت مدل ۵۲۸i سال ۱۹۷۸ را تحسین کرد، اما از کنترل نامنظم و چرخش بیش از حد بدنه آن انتقاد کرد. اصلاحات مکرر فرمان در هنگام پیچیدن باعث می‌شد که بدنه خودرو «به‌طور آزاردهنده و نامرتب عقب عقب حرکت کند»، که تا حدی به دلیل ترکیب فنرهای نرم و دمپینگ سفت بود.
در مقایسه با جگوار XJ6 و پژو 604، فضای عقب خودرو باریک و تنگ ارزیابی شد و به نفوذ صدای باد نیز حساس بود.

## تولید
تولید سری E12 از ژوئن ۱۹۷۲ تا سال ۱۹۸۱ انجام شد و در مجموع ۶۹۹,۰۹۴ دستگاه از این خودروها ساخته شد.
در ابتدا، تولید این خودروها در مونیخ، آلمان غربی انجام می‌شد. پس از افتتاح کارخانه جدید گروه بی‌ام‌و در دینگولفینگ در سپتامبر ۱۹۷۳، تولید به‌تدریج به این کارخانه منتقل شد.
مونتاژ کامل کیت‌های تولید شده در آلمان به‌صورت کیت مونتاژ کامل (CKD) در راسلین آفریقای جنوبی، جاکارتا اندونزی (توسط شرکت Gaya Motor) و تایلند انجام می‌شد.